# Depot von Oldisleben
Das Depot von Oldisleben (auch Hortfund von Oldisleben) ist ein Depotfund der frühbronzezeitlichen Aunjetitzer Kultur (2300–1550 v. Chr.) aus Oldisleben, einem Ortsteil der Gemeinde An der Schmücke im Kyffhäuserkreis (Thüringen). Die erhaltenen Gegenstände des Depots befinden sich heute im Landesmuseum für Vorgeschichte in Halle (Saale). 

## Fundgeschichte
Das Depot wurde 1956 beim Neubau eines Rinderstalls gefunden. Die Fundstelle befindet sich 200 m nördlich des ehemaligen Bahnhofs und 150 m westlich der Straße nach Esperstedt. Das Depot lag in einer Tiefe von 0,5 m.

## Zusammensetzung
Das Depot war in einem Keramikgefäß niedergelegt worden, das bei der Bergung zerbrach und von dem nur der Boden aufgehoben wurde. Das Gefäß enthielt vier Bronzegegenstände: ein Zungenbarren, zwei Randleistenbeile und einen verlorenen weiteren Gegenstand, vermutlich ebenfalls ein Randleistenbeil.